# Піццо
Піццо (італ. Pizzo, сиц. U Pizzu) — муніципалітет в Італії, у регіоні Калабрія, провінція Вібо-Валентія.
Піццо розташоване на відстані близько 470 км на південний схід від Рима, 45 км на південний захід від Катандзаро, 11 км на північний схід від Вібо-Валентії.

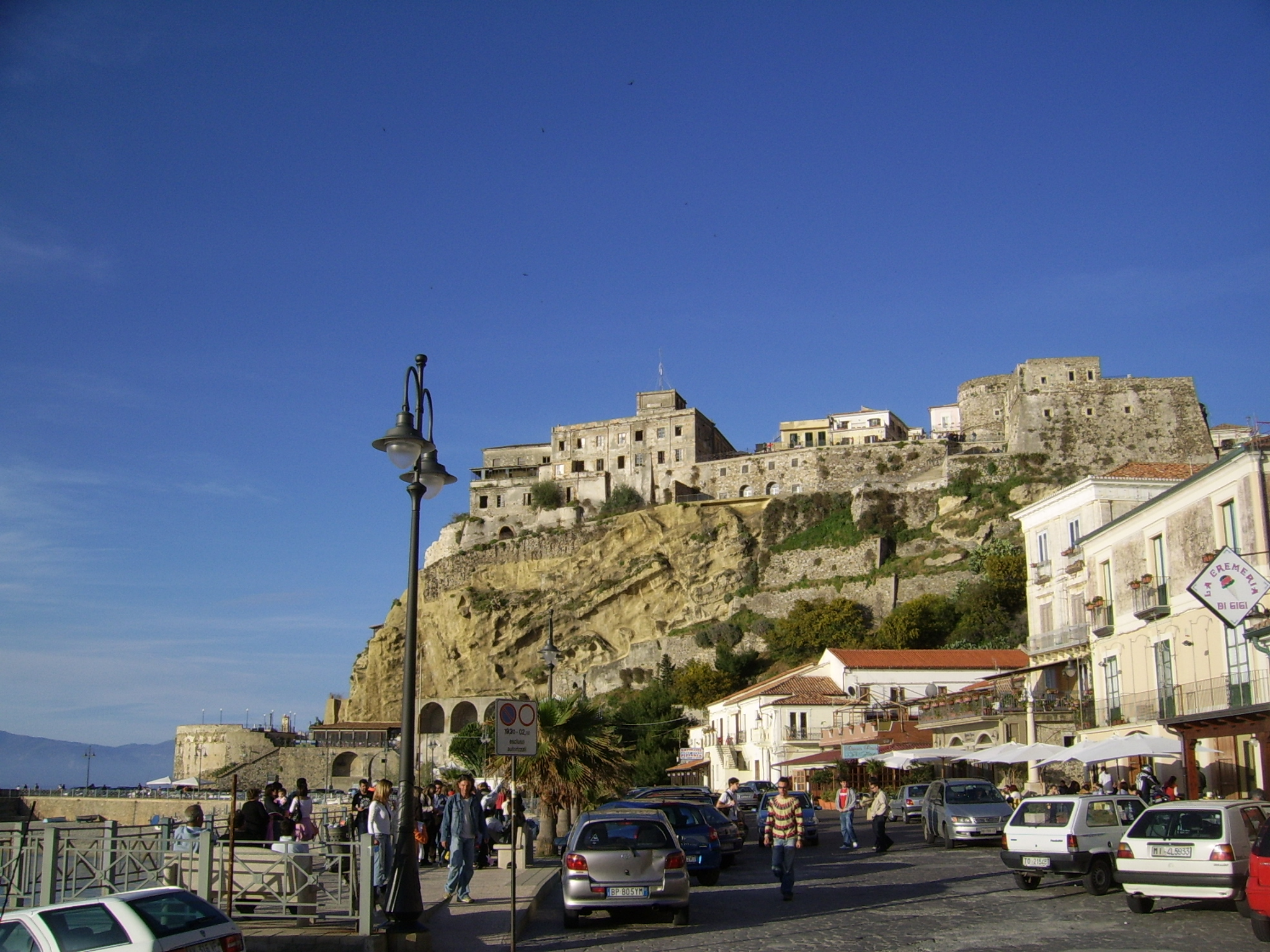

Населення — 9293 особи (2014).
Покровитель — святий Юрій.

## Демографія
Населення за роками:

Станом на 1 січня 2023 року в муніципалітеті офіційно проживали 653 іноземці з 40 країн, серед них 438 громадян країн Євросоюзу та 82 громадяни України.

## Сусідні муніципалітети
- Куринга
- Франкавілла-Анджитола
- Маєрато
- Сант'Онофріо
- Вібо-Валентія